# بیانکا سانتوس
بیانکا سانتوس (به انگلیسی: Bianca A. Santos) یک بازیگر آمریکایی است که بیشتر برای ایفای نقش لکسی ریورا در مجموعه تلویزیونی پرورشگاهی‌ها شهرت دارد.
از دیگر فیلم‌های او می‌توان به ویجا و داف اشاره کرد.

## زندگی
- سانتوس متولد سنتا مونیکا، کالیفرنیا و برزیلی و کوبایی‌تبار است.[۳]
- وی به زبان پرتغالی و اسپانیایی نیز مسلط است.[۴][۵]
- او در دانشگاه لوتری کالیفرنیا در رشته روانشناسی و دبیری جامعه‌شناسی به تحصیل پرداخته‌است و کمی پس از فارغ‌التحصیلی، در کلاس‌های بازیگری ثبت نام کرد.

## فیلم‌ها
- ویجا در نقش ایزابل
- داف در نقش کیسی
- پرورشگاهی‌ها در نقش لکسی ریورا (نقش دوره ای، ۱۵ قسمت)
- میراث در نقش مایا (نقش دوره ای فصل ۲)
- شنل و خنجر در نقش دل (قسمت: "Vikingtown Sound")